# アレックス・ランドルフ

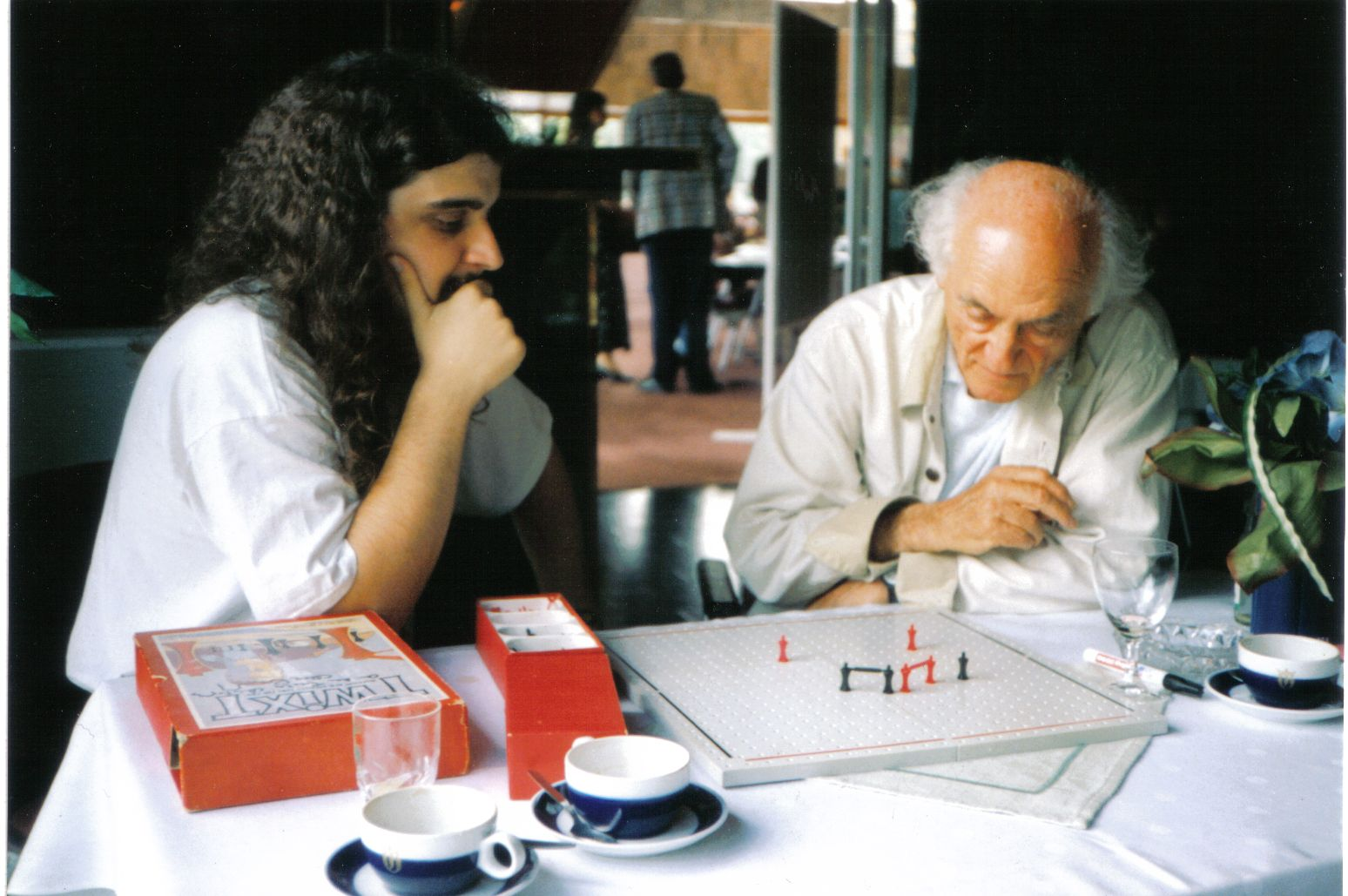
アレックス・ランドルフ（右）と、ドイツのAI研究者クリストフ・エンドレス。

アレックス・ランドルフ（Alex Randolph, 1922年5月4日 - 2004年4月28日）はアメリカ・アリゾナ州出身のボードゲームデザイナー、ライター。
本名はアレクサンダー・ランドルフ（Alexander Randolph）。ゲームデザイナー連盟(SAZ, Spiele-Autoren-Zunft e.V.)の共同創設者であり、名誉会長である。
クラウス・トイバーは「作品に初めて自身の名前を冠し、ゲーム出版社にゲーム作家をビジネスパートナーとして認めさせ相応の待遇を勝ち取り、後進のゲーム作家のために道を切り開いた人物」と、レオ・コロヴィーニは「ゲーム作家という概念自体を発明した」と評している。

## 経歴
1922年 - コロラド川に接する牧場で生まれた。
裕福な両親の息子で、スイスの私立学校に通い、卒業後はボストンでコピーライターとして働いた。ランドルフ自身によると、軍情報部で働いていた事もあり。4言語が話せたので秘密諜報員としての訓練を受けた。第二次世界大戦末期は大佐の元で4人小隊に所属していた。危険な目に遭うことは無かったが、暗号解読とインテリジェンスで忙しかった。チトーのパルチザンと長期間接触しており、無線を通じてチェスをしていたがいつも負け、ユーゴスラビアにはチェスマスターがいると思っていた。
1959年 - 広告業界で働きながらゲームを作っていたが、当時は売るという発想はなかった。ある日代理人からゲームの販売を持ちかけられ、ポリオミノをテーマにした『Pan-Kai』が1961年に発売された。
1961年 - 日本に移住しプロのゲームデザイナーとなる。初仕事は『ツイクスト』だった。 この時期に将棋の有段者となっている。
1962年 - シド・サクソンと共にミネソタ・マイニング・アンド・マニュファクチュアリング社(3M)で、新たなゲーム部門を開設するよう委任される。この3Mを通して、自ら作った『ブレイクスルー』、『Evade』、『Oh-Wah-Ree』、『ツイクスト』などが発売された。
1968年 - イタリアのヴェネツィアに移住し、Dario De Toffoli、レオ・コロヴィーニ(Leo Colovini)と設立したVenice Connection社で、ゲームデザイナーとしてのキャリアを続ける。2004年に同地で亡くなった。

## 受賞
ドイツ年間ゲーム大賞
大賞
1982年『ザーガランド』 - Sagaland
ドイツ年間キッズゲーム大賞
1989年 Gute Freunde
1997年『ライネンロス』 - Leinen los
特別賞
1996年『ベニスコネクション』 - Venice Connection
1988年 Inkognito
オリジン賞
殿堂入り
2011年 ゲームデザイナーとして殿堂入り
2011年『ツイクスト』

## 作品リスト
- Pan-Kai(未訳) - 1960年
  - Universe(未訳) - リメイク作、1966年、米パーカー・ブラザーズ社
- ツイクスト - 1962年、米3M(ミネソタ・マイニング・アンド・マニュファクチュアリング)社
- ブレイクスルー - 1965年、米3M社
- Känguruh（未訳） - 1974年、独ラベンズバーガー社
  - GENERALOWSKY（未訳） - リメイク作、1987年、伊International Team社
    - DIE HEISSE SCHLACHTE am kalten Buffet（冷たい料理の熱い戦い：未訳） - リメイク作、1990年、独ラベンズバーガー社
      - ウミガメの島 - リメイク作、2014年、独フラニョス社
- ドメモ - 1975年、独ラベンズバーガー社
- Prärie（未訳） - 1976年、独Pelikan社
  - Trespass（未訳） - リメイク作、1979年
    - Buffalo（未訳） - リメイク作、1999年
      - バイソン将棋 - リメイク作、2016年、墺ピアトニク社
- Dr.Jekyll & Mr.Hyde - 1980年、英ワディントン社
  - ガイスター - リメイク作、1982年、独ビューテホーン社
- ザーガランド - 1981年、独ラベンズバーガー社
- ハゲタカのえじき - 1988年、独ラベンズバーガー社
- インコグニト - 1988年、米ミルトン・ブラッドリー社
- イモムシイモムシ / イモ虫競争 / ワームアップ - 1994年、独Blatz社
- ベニスコネクション - 1996年、独ドライ・マギア社
- チャオチャオ - 1997年、独ドライ・マギア社
- Leinen los!（レッコ！ / もやい網を切れ! / ライネンロス：未訳） - 1997年、独ハバ社
- エグゼ・キュオ / ツェ・クヴェオ！ / それだっ！ - 1998年、独ドライ・マギア社
- ハイパーロボット - 1999年、米リオ・グランデ社
- ビッグショット - 2001年、独ラベンズバーガー社